# ラーの目

ラーの目もといウアジェトの右目（wedjat-eye）。

ラーの目は太陽円盤と同一視されている。円盤には上下エジプトの王権を示す赤と白の冠を乗せたコブラが巻き付いている。

ラーの目（英: Eye of Ra, Eye of Re）は、古代エジプト神話に登場する神格で、太陽円盤やウアジェトの右目として描写される。古代エジプト人はこれを非常に柔軟に解釈した。

## 概要
一般的に、ラーの目には以下のように多様な見方がある。
1. 太陽神ラーが力を行使するための媒体。
2. 太陽円盤そのもの。
3. さらに、男神としてのラーに対を成す女神として、ラーの敵を討ち滅ぼす激しい力。

特に3番について、彼女はウアジェトという名でも知られ、ハトホル、セクメト、バステト、ラー＝タウィ、メンヒト、テフヌト、ムトといったさまざまな女神と並べて語られる。彼女は太陽神にとって、母、姉妹、妻、娘といった多様な役割を担い、創造の循環において夜明けに新たな姿として生まれ変わるラーを生み出す存在である。その上、秩序を脅かす混沌の勢力からラーを守る守護者でもある。この危険で強力な側面は、しばしば雌獅子や、保護と王権の象徴であるウラエウス（コブラ）として表現される。
彼女の激怒と暴走、そしてこれを鎮めようとする神々という展開は、エジプト神話における重要なテーマである。
ラーの目は、古代エジプトの宗教のさまざまな領域に関わっており、それと同一視される多くの女神たちの信仰とも深く結びついていた。目の生命を与える力は、神殿での儀式の中で称えられ、またその危険で攻撃的な側面はファラオや聖域、そして一般の人々やその家を守るために祈願された。

## 起源
古代エジプト人は、太陽や月のことをしばしば特定の神の「目」と表現した。たとえば、ラー＝ホルスの右目は太陽、左目は月と同一視されていた。
エジプト人は時に、月の目を「ホルスの目」、太陽の目を「ラーの目」と呼んだ。ラーは古代エジプトにおける太陽神であるからである。そしてこの両目は、ウアジェトとして表現されることとなった。
エジプト学者リチャード・H・ウィルキンソンは、この二つのホルスの目が次第に、月の「ホルスの目」と太陽の「ラーの目」として区別されるようになったと考えている。一方で、ロルフ・クラウスは、太陽と月がホルスの目と結びつけられた文献はエジプト史の後期にならないと登場しないため、「ホルスの目」は本来、それとは異なる意味を持っていたはずだと主張している。
エジプトの信仰では多くの概念が流動的で柔軟であるため、ホルスの目とラーの目の役割はしばしば重なり合っていることに留意せねばならない。この重複が見られるひとつの例が、神話の中でホルスもラーもそれぞれの「目」を失うという共通の下りだ。
エジプト学者カティア・ゲーブスは、この二つの目にまつわる神話は、同じ神話素に基づいていると主張している。

「単一の宇宙的存在（太陽や月など）に関する、ひとつの原初的な神話があり、それが他の神話と統合されたと考えるよりも、『ある所有者から失われた、あるいは遠くにある対象（＝目）』という構造的関係に基づいた、柔軟な神話体系があったと考える方が有益かもしれない。」

また、エジプト神話に関する最古級の資料である、古王国時代（紀元前2686～2181年）のピラミッド文書には、ホルスの目とラーの目の両方が登場している。

## 役割

### 太陽神

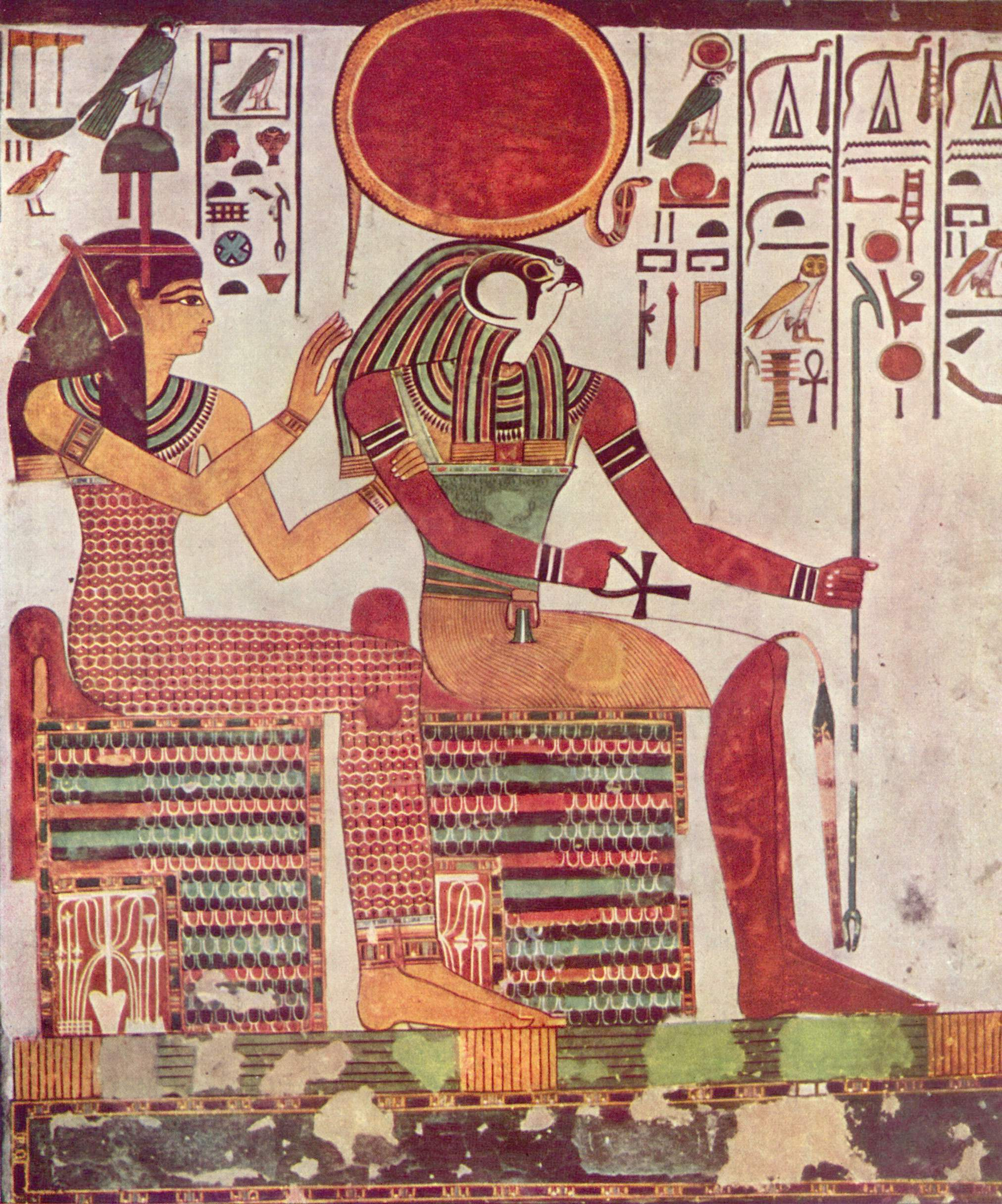
太陽の円盤で飾られたラー前13世紀、ネフェルタリの墓より。

エジプト美術における黄色または赤色の円盤型の太陽は、ラーの目の寓意である。この絵は、太陽の重要性によりエジプト美術における最も一般的な宗教的象形となっている。エジプト学者たちは通常、このエンブレムを「太陽円盤」と呼ぶが、実際の浮き彫り彫刻は明らかに凸状であり、エジプト人はこれを球体と考えていたのかもしれない。
このエンブレムは、ラー自身を含む太陽に関連する神々の頭上にしばしば描かれ、太陽との繋がりを示す。また、円盤はラーの物理的な姿とも見做せる。その他、太陽神は様々な形で円盤の内部に描かれ、まるでその中に包まれているかのように表現されることがある。
エジプト人は、太陽が空を横切る動きを「ラーと随伴者を乗せた船の動き」と考えていたため、太陽円盤はこの太陽の船と同一視されることもあり、また円盤の中にその船が描かれることもある。この円盤は、エジプトの文献ではしばしばラーの「娘」と呼ばれることがある。
太陽としてのラーの目は、熱と光の源であり、火や炎と関連づけられている。また、それは日の出前に現れる赤い光や、太陽の到来を先導し知らせる明けの明星の化身でもある。

### 子孫繁栄
エジプト神話では、「神々の目」は独自の神格を持っており、それ自体が独立した存在である。その理由は、おそらくエジプト語で「目」を意味する"jrt"という単語が、「行う」や「行動する」を意味する別の単語に似ているからだろう。 "jrt"に女性的な接尾辞"-t"があることが、目が女性と考えられていた理由を説明しているのかもしれない。 実際ラーの目は、太陽神の創造的な行動に深く関わっている。
エジプト神話では、日の出をラーの誕生になぞらえ、ラー自身と宇宙の秩序を活性化させる出来事と考える。 ラーは天空を象徴する女神（ふつうヌト）の体から生まれる。 昇る太陽の描写では、ラーはしばしば太陽円盤の中に収められた子供として描かれる。 この文脈でエジプト学者のラナ・トロイは、太陽円盤がラーが生まれるための子宮や胎盤を表しているのではないかと指摘する。トロイによれば、ラーの目は女神としても振る舞うが、それはラーを子宮から生み出す母親であると同時に胎盤のように彼とともに誕生する姉妹でもある。このようにして、子どもの姿でのラーの「母」かつ「子宮」としての「ラーの目」は、成体のラーの「配偶者」でもあると同時に、成体のラーは、日の出に誕生する目の「父」でもある。

このようにラーの目は、ラーの男性的な創造力に対する女性的な対となる存在であり、エジプトに広く見られる、創造と再生を性の比喩で表現する文化をよく表している。ラーは自らの娘である目を生み出し、その目が今度は自らの息子であるラーを生み出すという、絶え間ない再生の循環がここに描かれている。

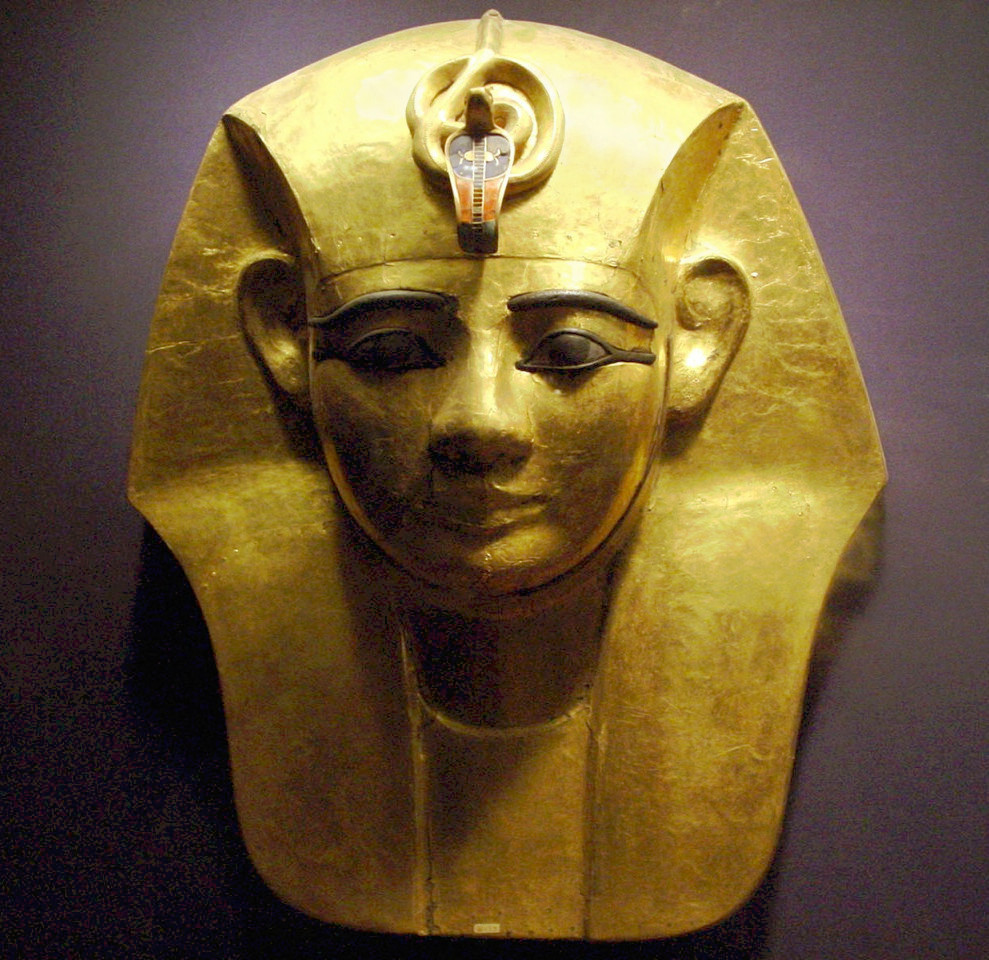
アメンホテプの頭飾りと蛇形記章（額の箇所）

ラーと目の関係は、他の神々の間にも垣間見ることができる。空・太陽・豊穣の女神であるハトホルはしばしば「ラーの眼」と呼ばれ、また、太陽性を帯びるホルスと、ラーとその眼との関係に似た関係を結んでいる。さらに、この眼はラーと密接に関係する創造神アトゥムの延長および伴侶としても作用する。ときにはこの眼は「アトゥムの眼」と呼ばれるが、場合によっては「ラーの眼」と「アトゥムの眼」が区別され、ラーの眼は太陽、アトゥムの眼は月とされることもある。
中王国時代（紀元前2055～1650年頃）の棺柩文におけるほのめかしや、後期（紀元前664～332年）のブレムナー・リングのパピルスに記されたより完全な記述から知られるある眼にまつわる神話は、この眼がラーやアトゥムといかに深い関係を持ち、かつ自律的に作用する力を備えているかを示している。この神話の舞台は、世界創造以前、太陽の創造神が一人であった時である。創造神の子であるシューとテフヌトは、エジプトの思想における創造前の混沌「ヌ」の水の中に流され、彼から離れてしまう。そこで創造神は、彼らを探し出すために自身の眼を遣わす。その眼はシューとテフヌトを伴って帰還するが、創造神が新たな眼を発現させ、それが元の眼の役割を奪っているのを知ると激怒する。創造神は、象徴的なコブラであるウラエウスの姿として眼を自らの額に高位に配置することで彼女を宥めた。このように眼とウラエウス、そして冠が同一視されることは、眼がラーおよびラーと結びつくファラオの伴侶としての役割を果たしていることを際立たせる。
シューとテフヌトが帰還したとき、創造神は涙を流したと伝えられるが、その涙が子供たちの帰還の歓喜によるものか、あるいは眼の激怒に対する憂いからかは明確ではない。これらの涙から最初の人類が生み出されたとされる。また、別の伝承では眼自身が涙を流し、その涙によって人類の祖先となったとされ、眼が人類の起源であるとされる。ラーの眼の涙は、眼と湿潤とのより広範な関連性の一部である。
眼は明けの明星を表すだけでなく、ソティス（シリウス）と同一視されることもある。毎夏、エジプトの新年の始まりに、ソティスが太陽の直前に地平線上に顔を出す伴日出は、ナイルの氾濫の始まりを告げ、その氾濫がエジプトの農地に土を運び水を注いで、肥沃にした。したがって、ラーの眼はエジプト全土に肥沃性を取り戻す氾濫水の先駆けとして位置付けられている。

### 攻撃性と繁殖性
ラーの目はまた、ラーの力の破壊的な面、すなわちエジプトの太陽の象徴である。エジプトでは太陽の熱はあまりに苛烈なゆえ、神が悪人を滅ぼすために放つ矢になぞらえられた。蛇型記章（英: uraeus）はこの危険な力を表すものとみられている。芸術作品においては、太陽円盤に1,2匹のコブラが巻き付いている姿が描かれる。太陽のコブラは、太陽神自身か、その聖なる船を取り巻きながらその敵を警戒し、炎を毒のように吐き出して守る存在とされる。この4匹は総称して「四つの顔を持つハトホル」と呼ばれ、あらゆる方向に目を光らせるラーの目の警戒心を象徴している。
ラーの敵とは、マアト（宇宙秩序）を脅かす混沌の勢力である。マアトはラーが創造する秩序であり、それに対抗する者には、混乱をもたらす人間たちだけでなく、混沌の権化アペプのような宇宙的存在も含まれる。ラー一味は毎夜混沌の化身アペプと戦うのだと、神話は語る。アペプの邪悪なまなざしは、ラーの目に対抗する数少ない強力な武器であるという。『棺の書』に見られる不明瞭な箇所の中には、アペプが戦いの中でラーの目を傷つけたり、奪ったりすることが可能と考えられていたことを示唆するものもある。一方、他の文献では、ラーの目が吐く炎の息がアペプの滅ぼしに貢献すると記されている。一方、他の文献では、ラーの目の炎がアペプの撃退に貢献すると記されている。こうした役割は、ホルスの目とも重なり合う要素である。
この目の攻撃性は、アペプとは異なり悪とはみなされていない神々にまで及んでいる可能性がある。初期の葬礼文書によれば、ラーは夜明けに他の神々を飲み込み、この神々は日の出とともに消え、日没とともに再び現れる星々だと考えられていた。そうすることで、神々の力を吸収し、それによって力を蓄え、日暮れには再び神々を吐き出すのである。ここで目はラーのため、神々を屠ると言われている。 たがって、夜明けの赤い光は、この殺された神々の血なのだそうだ。
新王国時代（紀元前1550～1070年頃）の『天牛の書（英: Book of the Heavenly Cow）』に記された「人類滅亡」と呼ばれる神話では、ラーは神威に反抗した人間の懲罰のため目を用いる。ラーは、「獅子の女神セクメトとして攻撃的に現れた目」であるハトホルを地上に遣わして人々を蹂躙させる。ところが、翌日ラーは翻意してやめさせようと思った。ラーが配下にビールを赤く染めて大地に注ぐよう命じると、女神はそのビールを血と間違えて飲み、酩酊状態で目的の犠牲者に気づかないままラーのもとへ戻る。 ナディーン・ギルホウは、目の女神の暴れっぷりはエジプトの夏の暑さと蔓延する病気を暗示しており、特に不吉と見なされていた新年の前の閏月を暗示していると指摘する。そして、赤いビールは、その後に起こるナイル川の氾濫に伴う赤い沈泥を指しているのかもしれない。
ラーの目は、その激しく気まぐれな性質ゆえに、主人であるラーでさえも制御が難しい場合がある。「遠ざかる女神（英: Distant Goddess）」の神話においては、目がラーに腹を立て、彼のもとから逃げ去る。この類の物語にはいくつか種類があり、『天牛の書』から変化したものだと考えられている。ある物語では、彼女の怒りの原因は、シュウとテフヌトを探しに行った後で、自分の代わりに新しい目が置かれたことにあるようである。一方、別のものでは、世界が完全に創造された後に反乱を起こす形で描かれている。目が去ると、ラーは力の大部分を失って無防備になる。この目の不在とラーの弱体化は、日食を神話的に説明しようとしたのかもしれない。
そのころ、ラーの目は遠く離れた地――ヌビア、リビア、プント――を彷徨う。彼女はネコ科の野獣の姿をとり、本来は混沌の力を抑えるべき存在でありながら、その混沌そのもののように危険で制御不能な存在となっている。秩序を回復するために、神の一人が彼女を連れ戻すため旅に出る。ある同型の伝承では、断片的な言及から知られる話の中で、戦士の神アンフルが狩人としての技術を用い、目の化身である女神メヒトを探し出す。別の伝説では、シュウがテフヌトを探しに出る。この場合、テフヌトは独立した神としてではなく、ラーの目そのものを象徴する存在とされている。エジプト神話において使者や仲介者としてしばしば登場する神トトもまた、さまよう女神を連れ戻す役割を担う。彼のラーの目の奪還における役割は、オシリスとイシスの伝説において失われたホルスの目を癒し、戻す役割と並行するものである。後期王朝時代のパピルス文書に収められた「太陽の目の神話」では、トトが講義、誘惑、笑い話を駆使してラーの目を説得し、帰還させようとする。しかし、その努力は常に成功するわけではない。ある場面では、女神がトトの言葉に激怒し、穏やかな猫の姿から炎を吐く獅子へと変貌し、トトが飛び上がるほど驚くという描写がある。
ついに女神がなだめられると、迎えに出た神は彼女をエジプトへと連れ戻す。この帰還は、ナイル川の氾濫の始まりおよび新年の到来を意味する。ヨアヒム・フリードリヒ・クァック（英: Joachim Friedrich Quack）は、シリウスが現れる際に、空は最初は赤みを帯び、その後に青白く変わることに注目し、この変化が目の女神の鎮静化と関連づけられていた可能性を指摘している。鎮められた女神は再び太陽神の生殖的な配偶者となる。あるいは物語によっては、彼女を連れ戻した神が彼女の夫となる場合もある。たとえば、メヒトはアンフルの配偶者となり、テフヌトはシュウと結ばれ、トトの配偶者としては、鎮まった目の女神の姿と結びつく小神ネヘムタウィが挙げられる。多くの場合、目の女神とその配偶者は神聖な子を生み出し、その子が新たな太陽神となる。このように、女神が敵意ある存在から平和的な存在へと変化する過程は、太陽神の再生および彼が象徴する王権の更新における重要な一段階である。
グレイヴズ＝ブラウン（英: Graves-Brown）の言葉を借りれば、目の女神の二面性は「エジプト人が女性性に、激しい怒りと愛の両極端な感情を見ていたこと」を示している。この女性観は、たとえば『アンクシェションクの教訓（英: Instruction of Ankhsheshonq）』のような文献にも見られ、そこでは「男が妻を満足させているときは猫のようであり、満足させられないときは獅子のようになる」と述べられている。

## 顕現

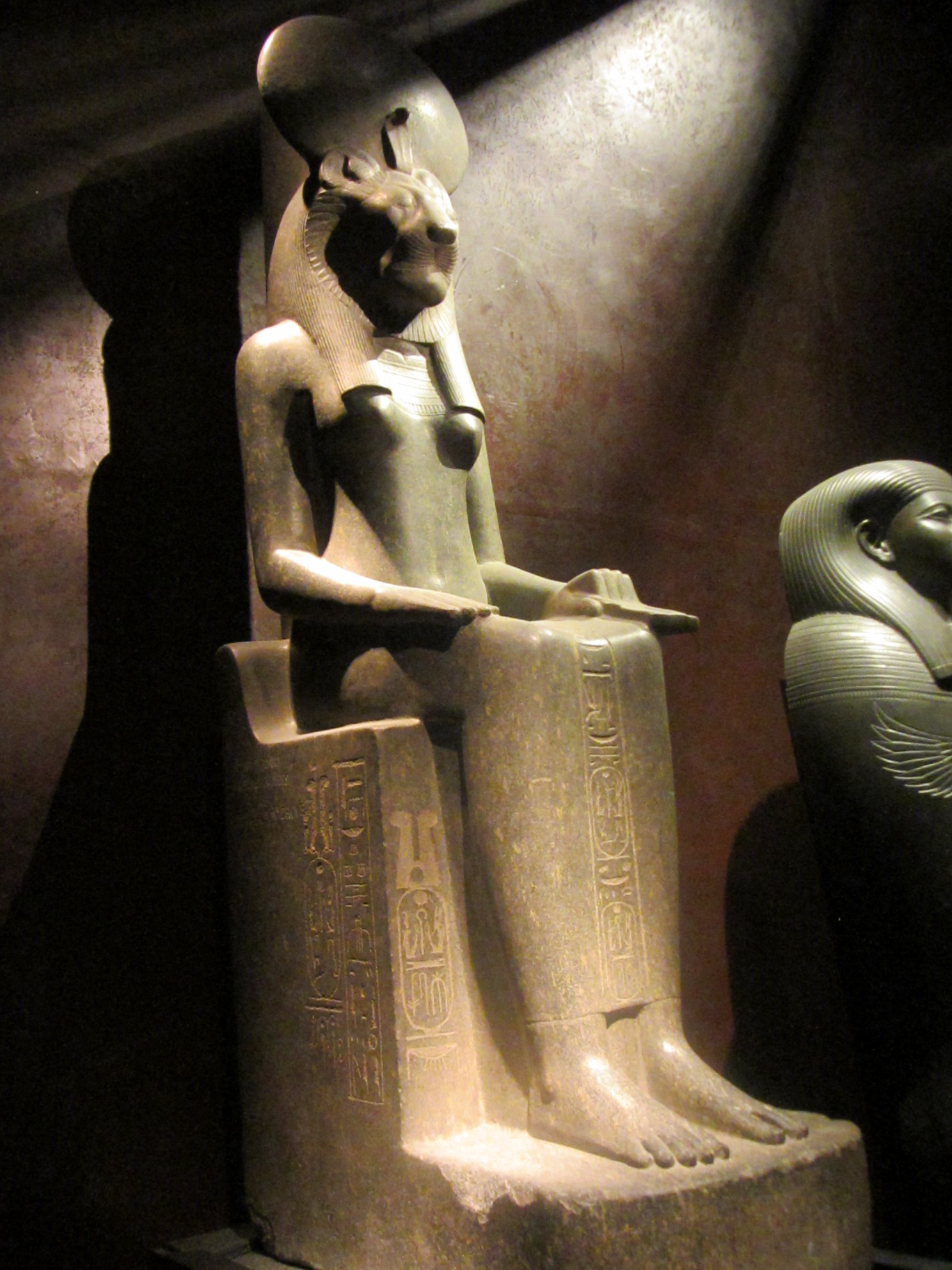
獅子の頭を持つ女神セクメト。太陽円盤と蛇形記章を身にまとう。

ラーの目の特性は、エジプト人が女性の神性をどのように捉えていたかを理解する上で極めて重要な要素である。目はハトホルのように非常に著名な女神から、メストジェトのようにほとんど知られていない女神に至るまで、多くの女神と同一視された。なお、メストジェトはライオンの女神であり、現在知られているのは一つの碑文にしか登場しないという非常に希少な存在である。
エジプト人は、ネコ科の姿をとる多くの神々を太陽と関連づけていた。そして、セクメト、メンヒト、テフヌトのような雌獅子の女神たちは、いずれもラーの目と同一視された。バステトは、家猫としても獅子としても描かれ、この二つの姿を通して、ラーの目の「穏やかな側面」と「激しい側面」の両面を表現していた。また、ラーの目の女神の1柱にムトがいる。ムトは神アメンの配偶者であり、アメンがラーと関連づけられたことから、ムトも太陽の目と見なされるようになった。ムトが初めて「ラーの目」と呼ばれたのは新王国時代の後期であり、それ以降、ラーの目に関連する側面が彼女の性格の中で次第に重要性を増していった。ムトもまた、ライオンの姿と猫の姿の両方で表されることがあった。
同様に、コブラの女神たちもしばしばラーの目を表した。その他のコブラの女神には、豊穣の神レネネト、魔術師の女神ウェレト＝ヘカウ、テーベ近郊の埋葬地の守護者メレツェガーなどがいる。就中ウアジェトは王冠や近衛に密接に関連付けられた下エジプトの守護神として著名である。
眼にまつわる神々は、ネコやヘビの姿のものだけでない。ハトホルの通常の動物の姿は牛であり、密接に関連する目の女神メヘト＝ウェレトの姿も牛である。目に加え、ワジェト、エジプト王冠と密接な関係があるネクベトはハゲタカの女神である。多くの目の女神は主に人間の姿で現れ、その中には太陽神の母であると言われることもある戦いの神ネイスや、ナイル川の大河と氾濫に関連するサテとアヌケが含まれる。他のそのような女神には、同名の星の神格化であるソティスや、宇宙の秩序の擬人化であるマアトが含まれ、彼女はラーの娘であると言われていたため、眼と関連していた。通常、ラーではなくオシリスの仲間であるイシスや、カナンから伝わった豊穣と戦いの神であるアスタルトでさえも、太陽の眼と同一視される可能性がある。
目に関連する女神は、時として共に登場し、相異なる目の性格を示す。ハトホルとセクメトは繁殖的な面と攻撃的な面を示すほか、ワジェトとネクベトは上下エジプトないしはそれぞれの王権の象徴である赤と白の冠を表現する。同様にして、テーベにて盛んに信仰されたムトは、下エジプトのセクメトの対として機能することもあった。
これら女神とその図像はしげく混同された。ハトホルとフェネト、ムトとセクメト、バステトとソティスのような組み合わせは、頻繁に見られる。ワジェトはコブラ頭ではなく獅子頭で描かれることもあり、ネクベトはワジェトと対をなすコブラの姿をとることもあった。これらの女神の多くは、頭に太陽円盤をかぶり、時には蛇形記章やハトホルの典型的な頭飾りの牛の角をつけることもあった。中王国時代から、蛇形記章（英: uraeus）のヒエログリフは、どのような文脈でも「女神」という言葉の表語または決定詞として使われた。なぜなら、ほぼすべての女神が、ラーの目に由来する複雑な属性のいずれかと結びつけられていたからである。

## 礼拝
ラーの目は、エジプトの宗教の様々な場面で崇拝され、その神話は目の女神らへの礼拝に組み込まれていた。
プトレマイオス朝ないしアエギュプトゥスの時代（紀元前305年〜紀元390年）になると、ラーの目がエジプトを離れ、時期になるとまた戻ってくるという信仰が大衆にまで広まった。これは、新年とナイル川の氾濫を祝うものである。エジプト人は、川沿いに祠を築き、女神の帰還を喜ぶ動物や小人の像を備えた。この信仰が一体いつ成立したのか、未だ統一的な見解は得られていない。現存する中で最も古い例の一つは、テーベにおけるムトの神殿への帰還であり、新王国時代にはすでに毎年祝われていた。
また、メダムドにあるモントゥ神殿では、中王国末期まで遡る可能性のある祭礼において、モントゥの配偶神ラエト＝タウィがハトホルおよびラーの目と同一視された。この目の女神が、豊穣と湿気をもたらす形で帰還することによって、モントゥとの結婚およびその間に生まれる神話上の子（ホルスの一形態）誕生の舞台が整えられた。この神殿の新年の祭りでは、女神の帰還を酒宴や舞踏によって祝った。れは、女神が鎮められた後に酔っている状態と対応している。他の都市においては、戦闘的な側面と穏やかな側面をそれぞれ象徴する二柱の女神が信仰されていた。例えば、ヘラクレオポリスではアエトとネヘムタウィ、アスワンではサテトとアヌケトがその役割を担っていた。
別の神殿の儀式では、ファラオは目の女神ハトホル、セクメト、テフヌトに敬意を表して遊戯を行い、ラーの目から生まれたとされる木の一種で作られた棍棒でアペップの目を象徴するボールを打った。この儀式は、ラーの目と最大の敵との戦いを表している。

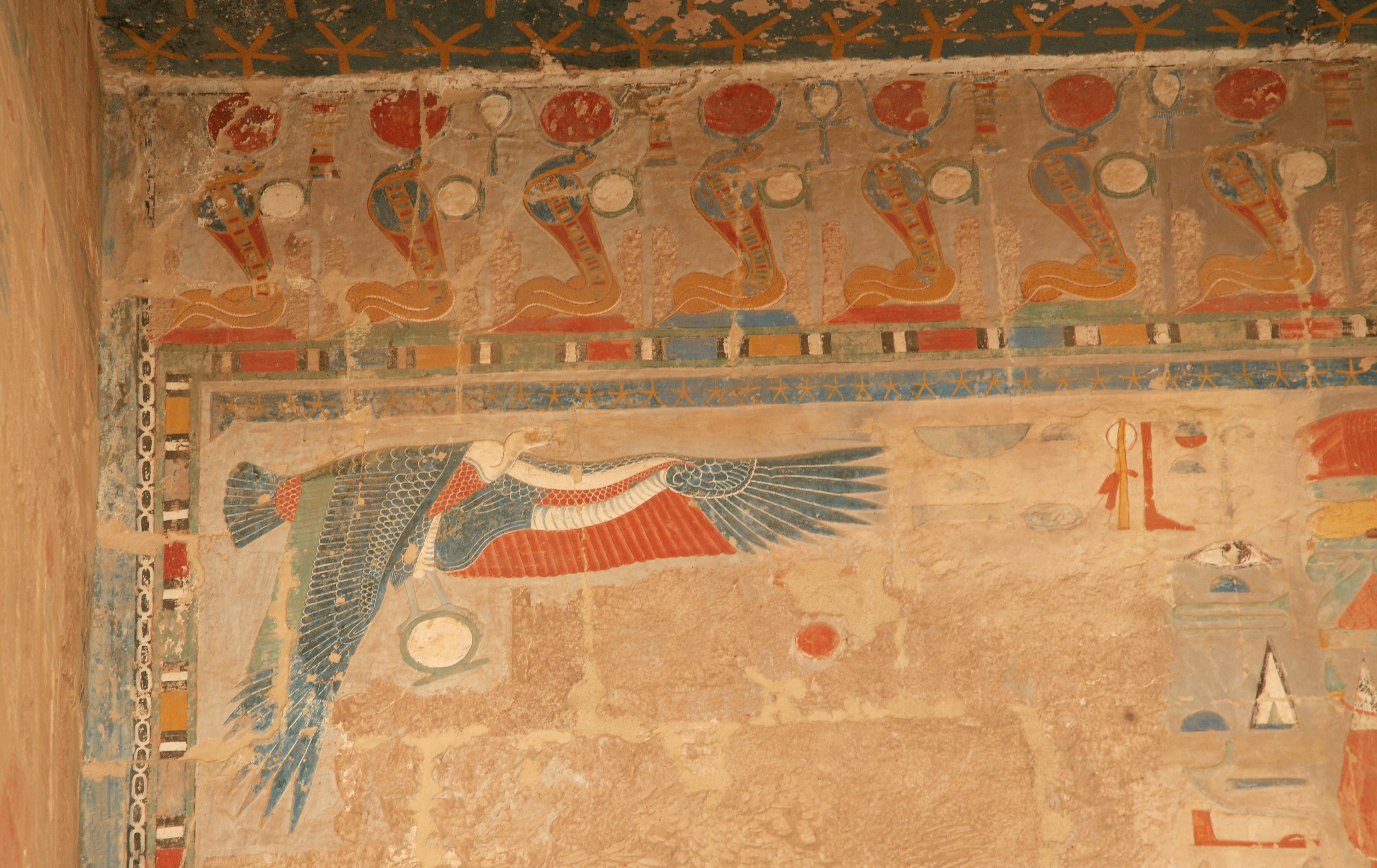
ハトシェプスト女王葬祭殿のフリーズの上には太陽円盤がついた蛇形記章が飾られている。

神の母、妃、娘としての目の概念は、王家の正当性の確保に用いられた。 ファラオをラー、妃を目や女神と位置付けることによってである。これは、新王国時代に王妃の頭飾りに太陽円盤や蛇形記章が取り入れられたことからわかる。アメンの神妻のように、第三中間期（紀元前1059～653年頃）、宗教的に特定の神々の「妻」の役割を果たした巫女たちも、仕える神々と同様の関係を持っていた。ほかアメンヘテプ3世は、ヌビアのセディンガの神殿を妻のティイに捧げ、ラーの目の顕現とした。
また、宗教的儀礼の中で、そうした荒々しさは守護の力ともみなされた。頭飾りによくみられる蛇形記章は、目の女神たちが対象を保護することの暗示である。同法の理由から、神殿などの建造物の上部に記章を囲むようにして配置することで、邪気や邪神から建物を守る役割を果たした。多くの神殿儀式においても、女神らは神殿や神々を防衛するために召喚されている。そうした儀式の文書には、しばしば「守護のための4体のコブラ」が現れる。これらは、守護神たる目の女神の化身とみなされることもあるが、「四つの顔を持つハトホル」の具現とも解釈される。このハトホルの守護は、本来は太陽の船に対するものであるが、これらの儀式においては地上の特定の場所へと拡張されているのである。
ラーの目は、一般の人々を守るためにも召喚された。ホルスの目の形をした護符の中には、片面に女神の姿が刻まれているものがあるが、これはホルスの目とラーの目の結びつきを示唆しており、個人的な守護のためにその力を呼び出すものと考えられている。また、新王国時代の民間の儀式には、家や部屋の周囲に粘土製のコブラ像を配置する儀式が登場する。これは神殿儀式と同様に、太陽のコブラによる守護を呼び起こすものである。これらのコブラ像は、悪霊や、悪夢の原因とされた存在、あるいは家の住人に敵対する何らかの力を退けるためのものであった。呪文の中では、これらの像には「口の中に火を持つ」と記されている。この種の呪文に記された像は、古代エジプトの町の遺構から実際に発見されており、それらの像の前方には燃料を燃やすための小皿が備え付けられている。ただし、現存する例からは実際に焼けた痕跡は確認されていない。この「口の中の火」が実際のものか比喩的なものか明らかでないが、ラーの目が吐き出す炎と同様に、夜の闇を払い、そこに潜む危険な存在を焼き尽くす力を持つものと信じられていたのである。
目の重要性は死後の世界にも及んでいる。エジプトの葬儀文書には、亡者の魂がラーの死者の領域であるドゥアトを夜な夜な旅し、夜明けに生まれ変わると記されている。これらのテキストでは、しばしば目が顕現し、ラーの場合と同様に故人を守り、誕生させる。棺柩文の呪文では、守護者バステトがドゥアトを松明のように照らし、故人がその深淵を安全に通過できるようにすると述べられている。

## 参照

### 註釈
1. ↑  左目のホルスの目と対になるもの。
2. ↑  ここで「カルト英: cult」とは、神仏に対する公式な信仰・礼拝の体系や実践である。例えば神殿での儀式や祈り、祭司たちによる奉仕、神像への捧げ物や歌、踊り、香の奉納、特定の神に捧げられた祝祭や行事などを含んだ「神に仕える制度・文化・コミュニティ」と捉えるとよいだろう。
3. ↑  太陽神ラーとホルスが一体となった神。ラー・ホルアクティとも。
4. ↑  ホルスを象徴するタカの顔の模様を備えた、様式化された人間の目。
5. ↑  神話の中核的な要素のこと。
6. ↑  ラーかアトゥム。
7. ↑  ホルスの目も、破魔の力があると信じられていた。

### 引用
1. 1 2 3 4  Darnell 1997, pp. 35–37.
2. ↑  Pinch 2002, pp. 128, 131.
3. ↑  Krauss 2002, p. 193.
4. ↑  Goebs 2002, p. 57.
5. ↑  Pinch 2002, pp. 9–11, 131.
6. ↑  Klotz 2006, p. 104.
7. 1 2  Wilkinson 2003, pp. 206–209.
8. 1 2  Lesko 1991, p. 118.
9. ↑  Troy 1986, p. 22.
10. ↑  Goebs 2008, pp. 168–173.
11. ↑  Pinch 2002, pp. 128–129.
12. 1 2  Troy 1986, pp. 21–23, 25–27.
13. ↑  Troy 1986, pp. 21–23.
14. ↑  Pinch 2002, p. 112.
15. 1 2  Pinch 2002, pp. 66–67.
16. ↑  Darnell 1997, pp. 42–46.
17. ↑  Quack 2002, pp. 286–288.
18. ↑  Pinch 2002, pp. 129–130, 199.
19. 1 2  Ritner 1990, p. 39.
20. ↑  Pinch 2002, pp. 107–108, 183–184.
21. ↑  Borghouts 1973, pp. 114–117, 120.
22. ↑  Goebs 2008, pp. 335–337.
23. ↑  Goebs 2008, pp. 338–341.
24. ↑  Pinch 2002, pp. 74–75.
25. ↑  Guilhou 2010, p. 4.
26. 1 2  Pinch 2002, p. 71.
27. ↑  Graves-Brown 2010, p. 169.
28. 1 2 3  Pinch 2002, p. 130.
29. ↑  Goebs 2002, pp. 55–56.
30. ↑  Pinch 2002, pp. 71–73, 177.
31. ↑  Pinch 2002, pp. 209–210.
32. ↑  Goebs 2002, pp. 45–46, 56–57.
33. ↑  Pinch 2002, pp. 72–73.
34. ↑  Pinch 2002, p. 90.
35. ↑  Quack 2002, pp. 285, 289–291.
36. ↑  Pinch 2002, pp. 73, 177, 210.
37. ↑  Troy 1997, p. 314.
38. ↑  Graves-Brown 2010, p. 170.
39. ↑  Graves-Brown 2010, pp. 36–37.
40. ↑  Pinch 2002, p. 135.
41. ↑  Troy 1986, pp. 45–46.
42. ↑  Wilkinson 2003, pp. 140, 179.
43. ↑  Wilkinson 2003, pp. 176–183.
44. ↑  te Velde 1988, pp. 397–399.
45. ↑  Wilkinson 2003, pp. 154–155.
46. ↑  Troy 1986, p. 71.
47. ↑  Wilkinson 2003, p. 227.
48. ↑  Wilkinson 2003, pp. 144, 174.
49. 1 2  Troy 1997, pp. 308–309.
50. ↑  Wilkinson 2003, p. 157.
51. ↑  Pinch 2002, pp. 186–187.
52. ↑  Darnell 1997, pp. 37, 44–46.
53. ↑  Wilkinson 2003, p. 147.
54. ↑  Pinch 2002, p. 108.
55. ↑  Troy 1986, p. 24.
56. ↑  Wilkinson 2003, pp. 153–154, 213–214.
57. ↑  Pinch 2002, p. 197.
58. ↑  Darnell 1997, p. 47.
59. ↑  Wilkinson 2003, pp. 155, 179, 214, 227.
60. ↑  Ritner 1990, pp. 39–41.
61. 1 2 3  te Velde 1988, pp. 399–400.
62. 1 2  Pinch 2002, pp. 90–91.
63. 1 2  Darnell 1995, pp. 47–53.
64. ↑  Pinch 2002, p. 147.
65. ↑  Borghouts 1973, pp. 122, 137–140.
66. ↑  Troy 1986, pp. 96–100, 121–127.
67. ↑  Morkot 2012, pp. 325–326.
68. ↑  Pinch 2002, pp. 198–199.
69. ↑  Ritner 1990, pp. 34–39.
70. ↑  Darnell 1997, pp. 39–40.
71. ↑  Ritner 1990, pp. 33–36.
72. ↑  Szpakowska 2003, pp. 113–114, 121.
73. ↑  Ritner 1990, pp. 36–39.
74. ↑  Goebs 2008, pp. 198–203.
75. ↑  Darnell 1997, p. 41.

### 引用文献
- Borghouts, J. F. (1973). “The Evil Eye of Apopis”. The Journal of Egyptian Archaeology 59:  114–150. doi:10.2307/3856104. JSTOR 3856104.
- Darnell, John Coleman (1995). “Hathor Returns to Medamûd”. Studien zur Altägyptischen Kultur 22:  47–94. JSTOR 25152711.
- Darnell, John Coleman (1997). “The Apotropaic Goddess in the Eye”. Studien zur Altägyptischen Kultur 24:  35–48. JSTOR 25152728.
- Goebs, Katja (2002). “A Functional Approach to Egyptian Myth and Mythemes”. Journal of Ancient Near Eastern Religions 2 (1):  27–59. doi:10.1163/156921202762733879.
- Goebs, Katja (2008). Crowns in Egyptian Funerary Literature: Royalty, Rebirth, and Destruction. Griffith Institute. ISBN 978-0900416873
- Graves-Brown, Carolyn (2010). Dancing for Hathor: Women in Ancient Egypt. Continuum. ISBN 978-1-8472-5054-4
- Guilhou, Nadine (2010). "Myth of the Heavenly Cow". In Dieleman, Jacco; Wendrich, Willeke (eds.). UCLA Encyclopedia of Egyptology. Department of Near Eastern Languages and Cultures, UC Los Angeles.
- Klotz, David (2006). Adoration of the Ram: Five Hymns to Amun-Re from Hibis Temple. Yale Egyptological Seminar. ISBN 978-0-203-46882-1
- Krauss, Rolf (2002). “The Eye of Horus and the Planet Venus: Astronomical and Mythological References”. In Steele, John M.; Imhausen, Annette. Under One Sky: Astronomy and Mathematics in the Ancient Near East. Ugarit-Verlag. pp. 193–208. ISBN 3-934628-26-5
- Lesko, Leonard H. (1991). “Ancient Egyptian Cosmogonies and Cosmology”. In Shafer, Byron E. Religion in Ancient Egypt: Gods, Myths, and Personal Practice. Cornell University Press. pp. 89–122. ISBN 0-8014-2550-6
- Morkot, Robert (2012). “Sedeinga”. In Fisher, Marjorie M.; Lacovara, Peter; Ikram, Salima et al.. Ancient Nubia: African Kingdoms on the Nile. The American University in Cairo Press. pp. 325–328. ISBN 978-977-416-478-1
- Pinch, Geraldine (2002). Egyptian Mythology: A Guide to the Gods, Goddesses, and Traditions of Ancient Egypt. Oxford University Press. ISBN 0-19-517024-5
- Quack, Joachim Friedrich (2002). “A Goddess Rising 10,000 Cubits into the Air… or Only One Cubit, One Finger?”. In Steele, John M.; Imhausen, Annette. Under One Sky: Astronomy and Mathematics in the Ancient Near East. Ugarit-Verlag. ISBN 978-3-934628-26-7
- Ritner, Robert K. (1990). “O. Gardiner 363: A Spell Against Night Terrors”. Journal of the American Research Center in Egypt 27:  25–41. doi:10.2307/40000071. JSTOR 40000071.
- Szpakowska, Kasia (2003). “Playing with Fire: Initial Observations on the Religious Uses of Clay Cobras from Amarna”. Journal of the American Research Center in Egypt 40:  113–122. doi:10.2307/40000294. JSTOR 40000294.
- te Velde, Herman (1988). “Mut, the Eye of Re”. In Schoske, Sylvie. Akten des vierten Internationalen Ägyptologen Kongresses: München 1985, Band 3. Helmut Buske. pp. 395–403. ISBN 3871189030
- Troy, Lana (1986). Patterns of Queenship in Ancient Egyptian Myth and History. Acta Universitatis Upsaliensis. ISBN 91-554-1919-4
- Troy, Lana (1997). “Mut Enthroned”. In van Dijk, Jacobus. Essays on Ancient Egypt in Honor of Herman te Velde. Styx Publications. pp. 301–314. ISBN 90-5693-014-1
- Wilkinson, Richard H. (1992). Reading Egyptian Art: A Hieroglyphic Guide to Ancient Egyptian Painting and Sculpture. Thames & Hudson. ISBN 978-0-500-05064-4
- Wilkinson, Richard H. (2003). The Complete Gods and Goddesses of Ancient Egypt. Thames & Hudson. ISBN 0-500-05120-8

## 関連文献
- de Cenival, Françoise (1988) (フランス語). Le Mythe de l'oeil du soleil. Sommerhausen. ISBN 3-924151-02-4
- Hornung, Erik (1997) (ドイツ語). Der ägyptische Mythos von der Himmelskuh, 2d ed. Vandehoeck & Ruprecht. ISBN 3-525-53737-9
- Otto, Eberhard (1975). “Augensagen”. In Helck, Wolfgang; Otto, Eberhard (ドイツ語). Lexikon der Ägyptologie, Band 1. Harrassowitz. ISBN 978-3-447-01670-4